# مرحلة خروج المغلوب من دوري أبطال آسيا 2020
من المقرر أن تقام مرحلة خروج المغلوب من دوري أبطال آسيا 2020 في الفترة من 26 سبتمبر إلى 19 ديسمبر 2020. يتآهل كل مجموعه فريقين بمجموع 16 فريقًا في مرحلة خروج المغلوب لتحديد أبطال دوري أبطال آسيا 2020 .
في 9 يوليو 2020 ، أعلن الاتحاد الآسيوي لكرة القدم عن الجدول الزمني الجديد لدوري أبطال آسيا 2020.   في 16 يوليو 2020 ، أعلن الاتحاد الآسيوي لكرة القدم أن قطر ستستضيف دوري أبطال آسيا 2020 في المنطقة الغربية من دور المجموعات إلى الدور نصف النهائي.  في 27 يوليو 2020 ، أكد الاتحاد الآسيوي لكرة القدم أن ماليزيا ستستضيف مباراتين في دور الستة عشر تشارك فيها فرق من المجموعتين السابعة والثامنة ودور ربع النهائي وكذلك الدور نصف النهائي من المنطقة الشرقية. 

## فرق المتأهلة
يتقدم الفائزون بالمركز الأول والثاني من كل مجموعة من المجموعات الثمانية في مرحلة المجموعات إلى دور الـ 16 ، حيث تضم كل من المنطقة الغربية (المجموعات من A إلى D والمنطقة الشرقية (من المجموعات E – H) ثمانية فرق مؤهلة.
| منطقة    | مجموعة | المتصدر             | الوصيف              |
| -------- | ------ | ------------------- | ------------------- |
| غرب آسيا | A      | الأهلي              | استقلال             |
| غرب آسيا | B      | باختاكور            | شباب الأهلي         |
| غرب آسيا | C      | برسبوليس            | التعاون             |
| غرب آسيا | D      | النصر               | السد                |
| شرق آسيا | E      | بكين غوان           | ملبورن فيكتوري      |
| شرق آسيا | F      | أولسان هيونداي      | طوكيو               |
| شرق آسيا | G      | فيسيل كوبه          | سوون بلووينغز       |
| شرق آسيا | H      | يوكوهاما إف مارينوس | شانغهاي إس آي بي جي |

## الجدول
جدول كل جولة على النحو التالي.
| جولة        | غرب آسيا          | شرق آسيا        |
| ----------- | ----------------- | --------------- |
| دور ال 16   | 26–27 سبتمبر 2020 | 6–7 ديسمبر 2020 |
| ربع النهائي | 30 سبتمبر         | 10 ديسمبر 2020  |
| نصف النهائي | 3 أكتوبر 2020     | 13 ديسمبر 2020  |
| النهائي     | 19 ديسمبر 2020    | 19 ديسمبر 2020  |

## الهيكل
يتم تحديد مرحلة خروج المغلوب على النحو التالي:
| الجولة      | غرب آسيا | شرق آسيا |
| ----------- | --- | --- |
| دور الـ 16  | - وصيف المجموعة A × متصدر مجموعة B - وصيف المجموعة B × متصدر مجموعة A - وصيف المجموعة C × متصدر مجموعة D - وصيف المجموعة D × متصدر مجموعة C | - وصيف المجموعة E × متصدر مجموعة F - وصيف المجموعة F × متصدر مجموعة E - وصيف المجموعة G × متصدر مجموعة H - وصيف المجموعة H × متصدر مجموعة G |
| ربع النهائي | (تتم تحديد المواجهات عن طريق القرعة ، والتي تشمل أربعة فائزين في دور 16) - ر.ن غرب 1 - ر.ن غرب 2                                            | (تتم تحديد المواجهات عن طريق القرعة ، والتي تشمل أربعة فائزين في دور 16) - ر.ن شرق 1 - ر.ن شرق 2                                            |
| نصف النهائي | * نصف النهائي 1: الفائز من ر.ن1 ضد الفائز من ر.ن2                                                                                           | * نصف النهائي 2: الفائز من ر.ن3 ضد الفائز ر.ن4                                                                                              |
| النهائي     | - الفائز من نصف النهائي 1 ضد الفائز من نصف النهائي 2                                                                                        | - الفائز من نصف النهائي 1 ضد الفائز من نصف النهائي 2                                                                                        |

تم تحديد المواجهات بعد قرعة ربع النهائي، أقيمت قرعة ربع نهائي المنطقة الغربية في 28 سبتمبر 2020، الساعة 11:00 ت ع م (ت ع م+03:00)، وقرعة ربع نهائي المنطقة الشرقية في 8 ديسمبر 2020، الساعة 11:00 ت ع م (ت ع م+03:00)، كلاهما في الدوحة، قطر.
|  | دور الستة عشر                 | دور الستة عشر            |                          |       | ربع النهائي | ربع النهائي |  |  | نصف النهائي | نصف النهائي |  |  | النهائي | النهائي |
|  |                               |                          |                          |       |             |             |  |  |             |             |  |  |         |         |
|  | 27 سبتمبر – المدينة التعليمية |                          |                          |       |             |             |  |  |             |             |  |  |         |         |
|  |                               |                          |                          |       |             |             |  |  |             |             |  |  |         |         |
|  | النصر                         | 1                        |                          |       |             |             |  |  |             |             |  |  |         |         |
|  | النصر                         | 1                        | 30 سبتمبر – جاسم بن حمد  |       |             |             |  |  |             |             |  |  |         |         |
|  | التعاون                       | 0                        |                          |       |             |             |  |  |             |             |  |  |         |         |
|  | التعاون                       | 0                        | النصر                    | 2     |             |             |  |  |             |             |  |  |         |         |
|  | 26 سبتمبر – الجنوب            |                          | النصر                    | 2     |             |             |  |  |             |             |  |  |         |         |
|  |                               | الأهلي                   | 0                        |       |             |             |  |  |             |             |  |  |         |         |
|  | الأهلي (ر.ج.ت)                | الأهلي                   | 0                        | 1 (4) |             |             |  |  |             |             |  |  |         |         |
|  | الأهلي (ر.ج.ت)                |                          | 3 أكتوبر – جاسم بن حمد   | 1 (4) |             |             |  |  |             |             |  |  |         |         |
|  | شباب الأهلي                   | 1 (3)                    |                          |       |             |             |  |  |             |             |  |  |         |         |
|  | شباب الأهلي                   | 1 (3)                    | النصر                    | 1 (3) |             |             |  |  |             |             |  |  |         |         |
|  | 27 سبتمبر – المدينة التعليمية |                          | النصر                    | 1 (3) |             |             |  |  |             |             |  |  |         |         |
|  |                               | برسبوليس (ر.ج.ت)         | 1 (5)                    |       |             |             |  |  |             |             |  |  |         |         |
|  | برسبوليس                      | برسبوليس (ر.ج.ت)         | 1 (5)                    | 1     |             |             |  |  |             |             |  |  |         |         |
|  | برسبوليس                      | 30 سبتمبر – جاسم بن حمد  |                          | 1     |             |             |  |  |             |             |  |  |         |         |
|  | السد                          | 0                        |                          |       |             |             |  |  |             |             |  |  |         |         |
|  | السد                          | 0                        | برسبوليس                 | 2     |             |             |  |  |             |             |  |  |         |         |
|  | 26 سبتمبر – الجنوب            |                          | برسبوليس                 | 2     |             |             |  |  |             |             |  |  |         |         |
|  |                               | باختاكور                 | 0                        |       |             |             |  |  |             |             |  |  |         |         |
|  | باختاكور                      | باختاكور                 | 0                        | 2     |             |             |  |  |             |             |  |  |         |         |
|  | باختاكور                      |                          | 19 ديسمبر – استاد الجنوب | 2     |             |             |  |  |             |             |  |  |         |         |
|  | استقلال                       | 1                        |                          |       |             |             |  |  |             |             |  |  |         |         |
|  | استقلال                       | 1                        | برسبوليس                 | 1     |             |             |  |  |             |             |  |  |         |         |
|  | 6 ديسمبر – المدينة التعليمية  |                          | برسبوليس                 | 1     |             |             |  |  |             |             |  |  |         |         |
|  |                               | أولسان هيونداي           | 2                        |       |             |             |  |  |             |             |  |  |         |         |
|  | أولسان هيونداي                | أولسان هيونداي           | 2                        | 3     |             |             |  |  |             |             |  |  |         |         |
|  | أولسان هيونداي                | 10 ديسمبر – استاد الجنوب |                          | 3     |             |             |  |  |             |             |  |  |         |         |
|  | ملبورن فيكتوري                | 0                        |                          |       |             |             |  |  |             |             |  |  |         |         |
|  | ملبورن فيكتوري                | 0                        | أولسان هيونداي           | 2     |             |             |  |  |             |             |  |  |         |         |
|  | 6 ديسمبر – المدينة التعليمية  |                          | أولسان هيونداي           | 2     |             |             |  |  |             |             |  |  |         |         |
|  |                               | بكين غوان                | 0                        |       |             |             |  |  |             |             |  |  |         |         |
|  | بكين غوان                     | بكين غوان                | 0                        | 1     |             |             |  |  |             |             |  |  |         |         |
|  | بكين غوان                     |                          | 13 ديسمبر – استاد الجنوب | 1     |             |             |  |  |             |             |  |  |         |         |
|  | طوكيو                         | 0                        |                          |       |             |             |  |  |             |             |  |  |         |         |
|  | طوكيو                         | 0                        | أولسان هيونداي (ب.و.إ)   | 2     |             |             |  |  |             |             |  |  |         |         |
|  | 7 ديسمبر – استاد خليفة الدولي |                          | أولسان هيونداي (ب.و.إ)   | 2     |             |             |  |  |             |             |  |  |         |         |
|  |                               | فيسيل كوبه               | 1                        |       |             |             |  |  |             |             |  |  |         |         |
|  | فيسيل كوبه                    | فيسيل كوبه               | 1                        | 2     |             |             |  |  |             |             |  |  |         |         |
|  | فيسيل كوبه                    | 10 ديسمبر – استاد الجنوب |                          | 2     |             |             |  |  |             |             |  |  |         |         |
|  | شانغهاي إس آي بي جي           | 0                        |                          |       |             |             |  |  |             |             |  |  |         |         |
|  | شانغهاي إس آي بي جي           | 0                        | فيسيل كوبه (ر.ج.ت)       | 1 (7) |             |             |  |  |             |             |  |  |         |         |
|  | 7 ديسمبر – استاد خليفة الدولي |                          | فيسيل كوبه (ر.ج.ت)       | 1 (7) |             |             |  |  |             |             |  |  |         |         |
|  |                               | سوون بلووينغز            | 1 (6)                    |       |             |             |  |  |             |             |  |  |         |         |
|  | يوكوهاما إف مارينوس           | سوون بلووينغز            | 1 (6)                    | 2     |             |             |  |  |             |             |  |  |         |         |
|  | يوكوهاما إف مارينوس           |                          |                          | 2     |             |             |  |  |             |             |  |  |         |         |
|  | سوون بلووينغز                 | 3                        |                          |       |             |             |  |  |             |             |  |  |         |         |
|  | سوون بلووينغز                 | 3                        |                          |       |             |             |  |  |             |             |  |  |         |         |

## دور ال 16

### ملخص
في دور الـ16، يلعب الفائزون في مجموعة واحدة ضد وصيف مجموعة أخرى من نفس المنطقة، وحددت المباريات من خلال قرعة دور المجموعات.
| فريق 1   | نتيجة                    | فريق 2      |
| -------- | ------------------------ | ----------- |
| الأهلي   | 1–1 (ب.و.إ.) 4–3 (ر.ج.ت) | شباب الأهلي |
| باختاكور | 2–1                      | استقلال     |
| برسبوليس | 1–0                      | السد        |
| النصر    | 1–0                      | التعاون     |

| فريق 1              | نتيجة | فريق 2              |
| ------------------- | ----- | ------------------- |
| بكين غوان           | 1–0   | طوكيو               |
| أولسان هيونداي      | 3–0   | ملبورن فيكتوري      |
| فيسيل كوبه          | 2–0   | شانغهاي إس آي بي جي |
| يوكوهاما إف مارينوس | 2–3   | سوون بلووينغز       |

### غرب آسيا
| الأهلي                                           | 1–1 (ب.و.إ.)                 | شباب الأهلي                                    |
| ------------------------------------------------ | ---------------------------- | ---------------------------------------------- |
| - السومة 54' (ركلة.)                             | تقرير مباشر تقرير الإحصائيات | - غانييف 28'                                   |
| ركلات الترجيح                                    |                              |                                                |
| - حسين عبد الغني - ليما - غريب - هوساوي - السومة | 4–3                          | - أحمد خليل - جابر - غانييف - البلوشي - النقبي |

| باختاكور                   | 2–1                          | استقلال     |
| -------------------------- | ---------------------------- | ----------- |
| - تشيران 43' - دردييوك 47' | تقرير مباشر تقرير الإحصائيات | - كريمي 32' |

| برسبوليس      | 1–0                          | السد |
| ------------- | ---------------------------- | ---- |
| - آل كثير 88' | تقرير مباشر تقرير الإحصائيات |      |

| النصر          | 1–0                          | التعاون |
| -------------- | ---------------------------- | ------- |
| - حمد الله 75' | تقرير مباشر تقرير الإحصائيات |         |

### شرق آسيا
| بكين غوان  | 1–0              | طوكيو |
| ---------- | ---------------- | ----- |
| - آلان 59' | تقرير الإحصائيات |       |

| أولسان هيونداي               | 3–0              | ملبورن فيكتوري |
| ---------------------------- | ---------------- | -------------- |
| - يونسن 65'، 86' - دو جي 77' | تقرير الإحصائيات |                |

| فيسيل كوبه               | 2–0              | شانغهاي إس آي بي جي |
| ------------------------ | ---------------- | ------------------- |
| - إنييستا 31' - نيشي 50' | تقرير الإحصائيات |                     |

| يوكوهاما إف مارينوس       | 2–3              | سوون بلووينغز                                           |
| ------------------------- | ---------------- | ------------------------------------------------------- |
| - ليما 20' - أوناإو 90+1' | تقرير الإحصائيات | - كيم تاي هوان 57' - كيم مين وو 82' - هان سيوك جونغ 87' |

## ربع النهائي

### ملخص
في ربع النهائي، لعبت الفرق الأربعة من المنطقة الغربية في مباراتين، وتلعب الفرق الأربعة من المنطقة الشرقية في مباراتين. أقيمت قرعة ربع نهائي المنطقة الغربية يوم 28 سبتمبر 2020 ، الساعة 11:00 ت ع م (ت ع م+03:00)، وقرعة ربع نهائي المنطقة الشرقية في 8 ديسمبر 2020، الساعة 11:00 ت ع م (ت ع م+03:00).
| فريق 1   | نتيجة | فريق 2   |
| -------- | ----- | -------- |
| النصر    | 2–0   | الأهلي   |
| برسبوليس | 2–0   | باختاكور |

| فريق 1         | نتيجة                    | فريق 2        |
| -------------- | ------------------------ | ------------- |
| أولسان هيونداي | 2–0                      | بكين غوان     |
| فيسيل كوبه     | 1–1 (ب.و.إ.) 7–6 (ر.ج.ت) | سوون بلووينغز |

### غرب آسيا
| النصر                      | 2–0                          | الأهلي |
| -------------------------- | ---------------------------- | ------ |
| - مارتينيز 13' - عسيري 55' | تقرير مباشر تقرير الإحصائيات |        |

| برسبوليس           | 2–0                          | باختاكور |
| ------------------ | ---------------------------- | -------- |
| - آل كثير 49'، 66' | تقرير مباشر تقرير الإحصائيات |          |

### شرق آسيا
| أولسان هيونداي          | 2–0              | بكين غوان |
| ----------------------- | ---------------- | --------- |
| - جونيور 21'، (ر.ج) 42' | تقرير الإحصائيات |           |

| فيسيل كوبه                                                                                | 1–1 (ب.و.إ.)                 | سوون بلووينغز                                                                                  |
| ----------------------------------------------------------------------------------------- | ---------------------------- | ---------------------------------------------------------------------------------------------- |
| - كيوكو 40'                                                                               | تقرير مباشر تقرير الإحصائيات | - سانغ هيوك بارك 7'                                                                            |
| ركلات الترجيح                                                                             |                              |                                                                                                |
| - إنييستا - دوغلاس - ريو هاتسوسي - كيوكو - هوتارو ياماغوتشي - ياماكاوا - نورياكي فوجيموتو | 7–6                          | - كيم غون-هي - لي كي جي - كيم مين وو - كو سونغ بوم - هان سيوك جونغ - مين سانغ جي - هو إيك جانغ |

## نصف النهائي
في الدور نصف النهائي، يلعب كل من الفائزين في ربع النهائي من غرب آسيا بعضهما البعض، ويلعب الفائزان في ربع النهاية من شرق آسيا مع بعضهما البعض الذهاب والإياب.
| فريق 1 | نتيجة                    | فريق 2   |
| ------ | ------------------------ | -------- |
| النصر  | 1–1 (ب.و.إ.) 3–5 (ر.ج.ت) | برسبوليس |

| فريق 1         | نتيجة        | فريق 2     |
| -------------- | ------------ | ---------- |
| أولسان هيونداي | 2–1 (ب.و.إ.) | فيسيل كوبه |

### غرب آسيا
| النصر                               | 1–1 (ب.و.إ.)                 | برسبوليس                                           |
| ----------------------------------- | ---------------------------- | -------------------------------------------------- |
| - حمد الله 36' (ر.ج)                | تقرير مباشر تقرير الإحصائيات | - عبدي 42'                                         |
| ركلات الترجيح                       |                              |                                                    |
| - مادو - مارتينيز - العبيد - مايكون | 3–5                          | - كنعاني - نعمتي - سارلاك - شجاع خليل زاده - شجاعي |

### شرق آسيا
| أولسان هيونداي                   | 2–1 (ب.و.إ.)                 | فيسيل كوبه      |
| -------------------------------- | ---------------------------- | --------------- |
| - يونسين 81' - جونيور 119' (ر.ج) | تقرير مباشر تقرير الإحصائيات | - ياماغوتشي 52' |

## النهائي
في المباراة النهائية، يلعب الفائزان في نصف النهائي ضد بعضهما البعض، تلعب النهائي بمنطقة غرب آسيا.
| برسبوليس      | 1–2                          | أولسان هيونداي                 |
| ------------- | ---------------------------- | ------------------------------ |
| مهدي عبدي 45' | تقرير مباشر تقرير الإحصائيات | جونيور نيغراو 45+4'، 55' (ر.ج) |

## روابط خارجية
- و-AFC.com
- دوري أبطال آسيا 2020 ، stats.the-AFC.com